# Produkcja masowa

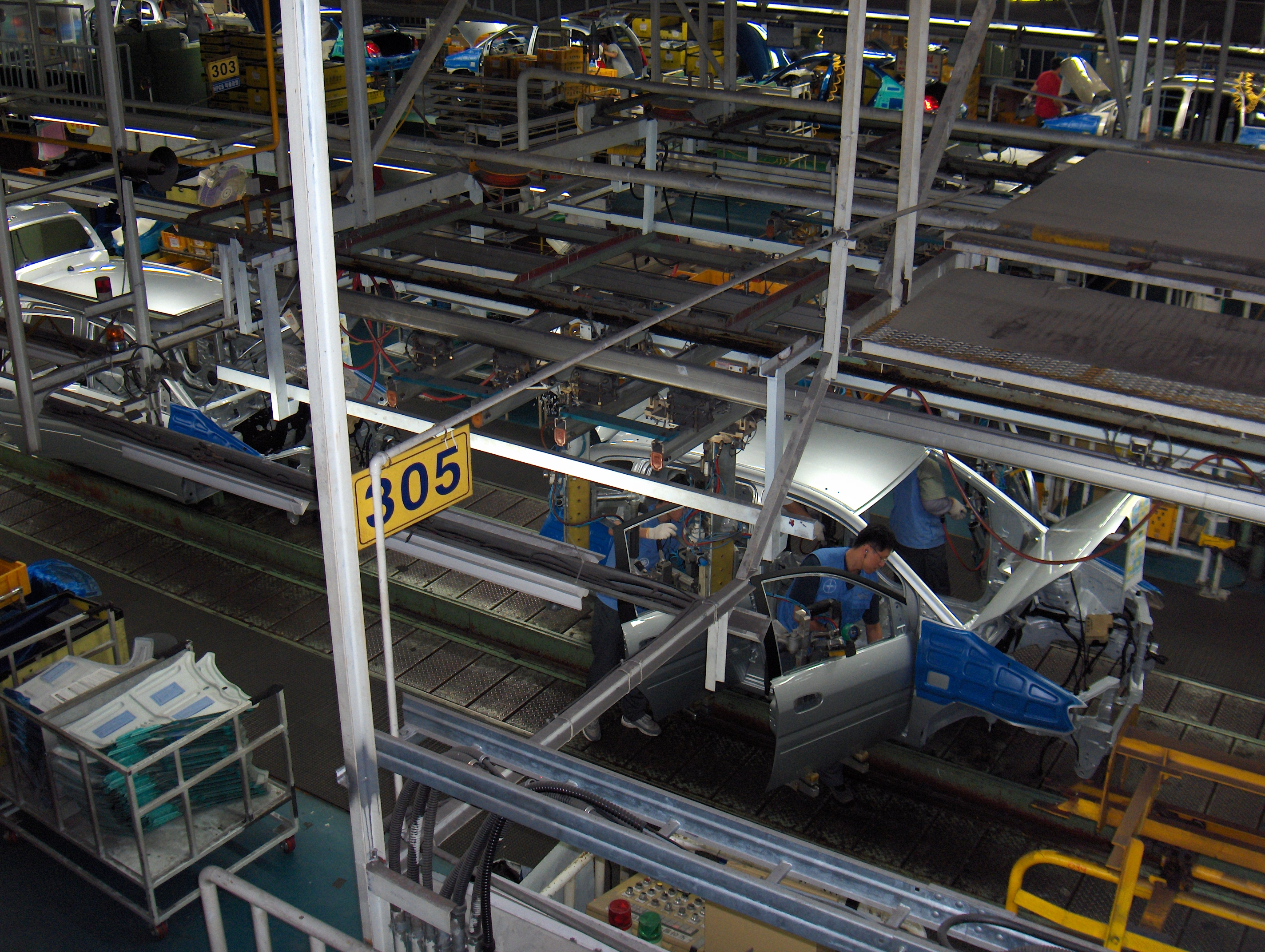
Linia produkcyjna w fabryce samochodów Hyundai w Korei Południowej

Produkcja masowa – jeden z typów produkcji. Polega na produkowaniu dużej ilości jednakowych wyrobów według tej samej technologii.
Charakteryzuje się bardzo małym asortymentem, ale znaczną ilością produkowanych wyrobów. Wykonywana jest przez duże przedsiębiorstwa przemysłowe. Wymaga usystematyzowanego przebiegu produkcji. Pracownicy specjalizują się w wykonywaniu określonych i na ogół prostych czynności. Charakteryzuje się niskimi kosztami.
Inne typy produkcji:
- produkcja seryjna
- produkcja jednostkowa